# STS-51-A
STS- 51-A — 2-й космічний політ шатла «Діскавері», 14-й політ у рамках програми «Спейс Шаттл».
Ця місія унікальна тим, що вперше шаттл доставив на орбіту два супутники зв'язку і зняв з орбіти два інших комунікаційних супутники. Виведені на орбіту супутники — це канадський Anik D2 і SYNCOM IV — l. Супутники Palapa B-2 і Westar 6 були запущені на початку 1984 року в ході місії STS-41-B, проте не змогли потрапити на призначені орбіти і були повернуті на Землю.

## Екіпаж

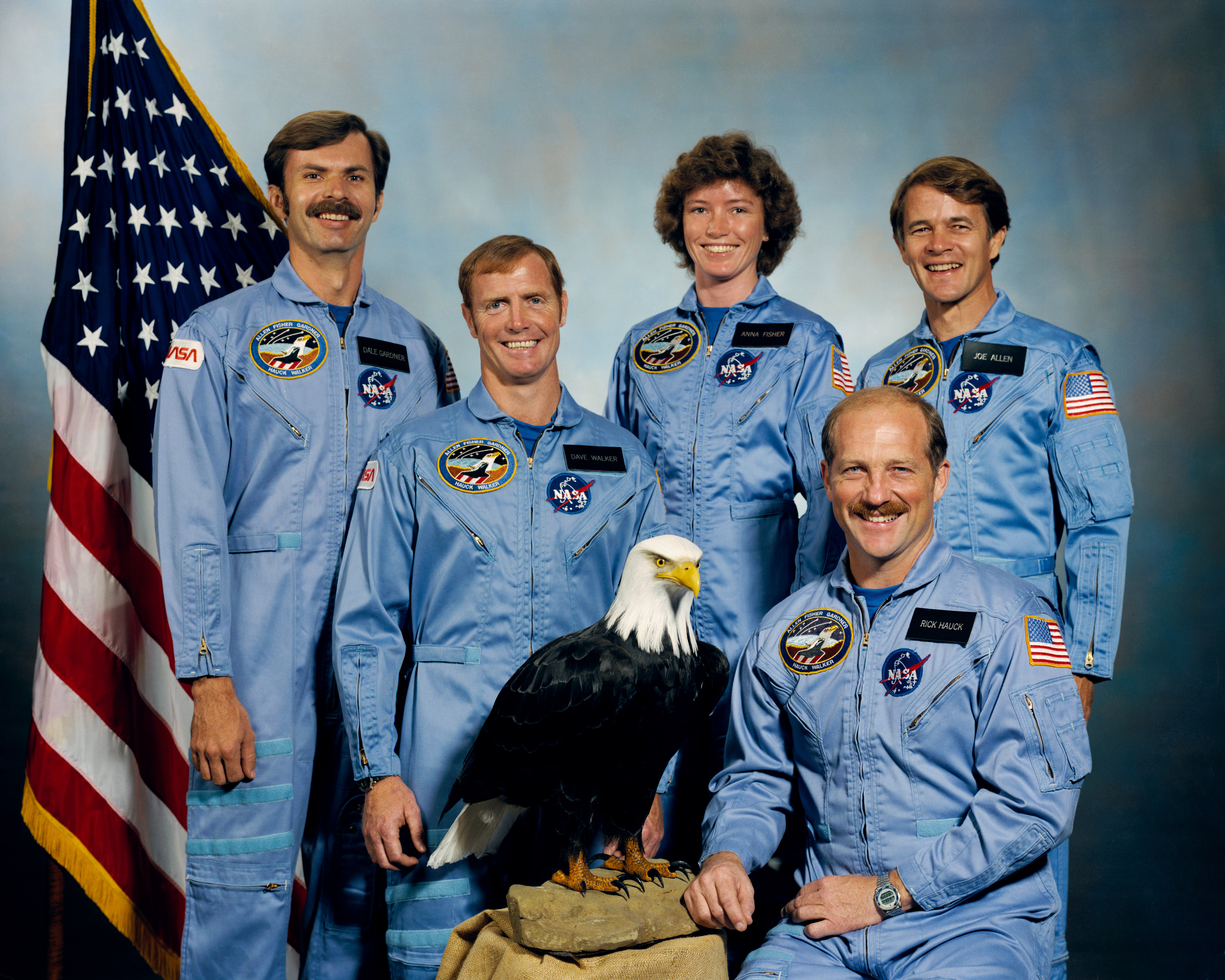
Екіпаж STS-51-A, зліва направо: Гарднер, Вокер, Орлан, Фішер, Хаук, Аллен

- (НАСА) Фредерік Гоук (2) — командир
- (НАСА) Девід Вокер (1) — пілот
- (НАСА) Анна Фішер (1) — фахівець з програмою польоту
- (НАСА) Дейл Гарднер (2) — фахівець з програмою польоту
- (НАСА) Джозеф Аллен (2) — фахівець з програмою польоту

## Опис польоту
- Маса:
  - Вага при старті: 119 441 кг
  - Вага при приземленні: 94 120 кг
  - Корисне навантаження: 20 550 кг

### Виходи у відкритий космос
- Аллен і Гарднер  — Вихід 1
- Вихід 1 Початок: 12 листопада 1984 року, 13:25 UTC
- Вихід 1 Кінець: 12 листопада, 19:25 UTC
- Тривалість: 6 годин 00 хвилин

- Аллен і Гарднер — Вихід 2
- Вихід 2 Початок: 14 листопада 1984 року, 11:09 UTC
- Вихід 2 Кінець: 14 листопада 1984 року, 16:51 UTC

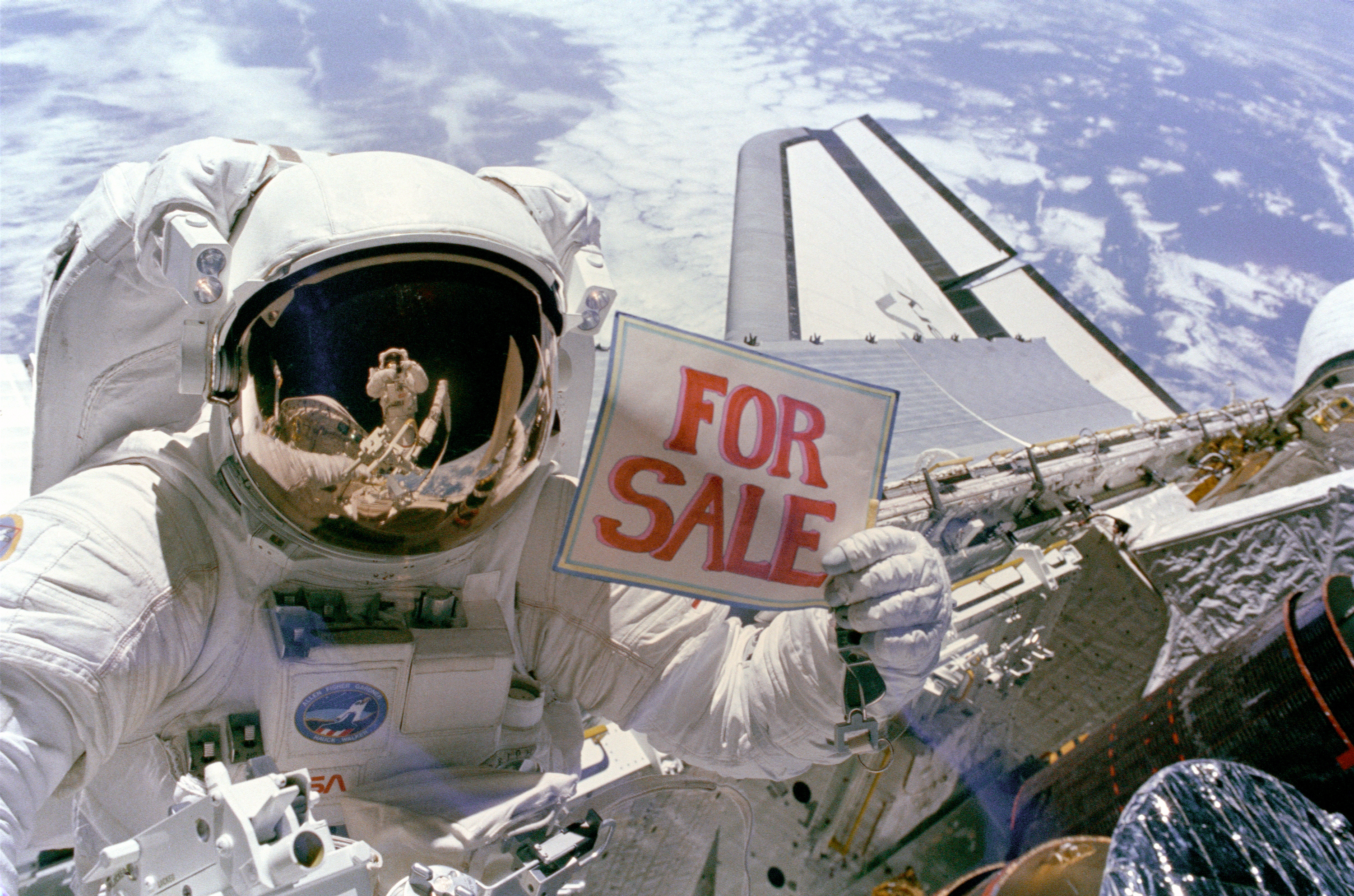
Гарднер тримає в руці табличку "Продається ", що стосується перехоплених супутників Palapa B−2 і Westar 6

- Тривалість: 5 годин 42 хвилини